# Hiëronymus
De naam Hiëronymus is een Grieks-Latijnse eigennaam, oorspronkelijk in het Grieks Ἱερώνυμος, wat "met een heilige naam" betekent. De naam verspreidde zich voornamelijk in Europa via de heilige Hiëronymus, kerkvader van het Westen.

## Afgeleiden van de naam Hiëronymus
Van de naam Hiëronymus worden veel afgeleide voornamen gebruikt.
Nederlands
- Hero
- Hieron
- Jeroen
- Jerom (hoofdzakelijk Vlaams)
- Jéroen
- Jeroom

Engels
- Jerome
- Jerron
- Jerry

Frans
- Gérôme
- Jérôme

Italiaans
- Geronimo
- Girolamo
- Gerolamo

Spaans
- Jerónimo

## Bekende personen met de naam Hiëronymus/Jeroen/...
- Hieronymus van Alphen - Nederlands dichter
- Jérôme Alonzo - Frans voetballer
- Jérôme Le Banner - Frans K1-vechter
- Hiëronymus van Beverningh - Gouds regent en diplomaat en staatsman van de Republiek der Zeven Verenigde Nederlanden
- Jeroen Bleekemolen - Nederlands coureur (onder andere A1GP)
- Jeroen Blijlevens - Nederlands wielrenner
- Jérôme Bonaparte - broer van Napoleon, koning van het Koninkrijk Westfalen
- Jeroen van der Boom - Nederlandse zanger
- Jheronimus Bosch - Nederlands kunstschilder
- Jeroen Brouwers - Nederlands schrijver
- Jeroen van Busleyden - Vlaams mecenas en humanist
- Hieronymus van Cardia - Grieks generaal
- Hieronymus von Colloredo (1732-1812)
- Hieronymus von Colloredo-Mannsfeld - Oostenrijks militair
- Ieronymos, aartsbisschop van Athene en heel Griekenland
- Jérôme d'Ambrosio - Belgisch F1-rijder (Marussia Virgin)
- Jeroen Delmee - Nederlands hockeyer
- Jeroen Dijsselbloem - Nederlands politicus
- Jeroen van Dommelen - NOS-verslaggever
- Jeroen Drost - Nederlands voetballer
- Jeroen Dubbeldam - Nederlands springruiter
- Jeroen Duyster - Nederlands roeier
- Girolamo Frescobaldi - Italiaans componist
- Jeroen Gulikers - Nederlands accordeonist
- Jeroen Hetzler - Nederlands schrijver
- Jeroen Heubach - Nederlands voetballer
- Jeroen van Inkel - Nederlands diskjockey
- Jerome K. Jerome - Brits schrijver
- Jeroen Kijk in de Vegte - Nederlands radio- en televisiepresentator
- Jeroen van Koningsbrugge - Nederlands acteur en zanger
- Jeroen Krabbé - Nederlands acteur
- Jeroen Kroos - Nederlands portretfotograaf
- Jeroen Latijnhouwers - Nederlands nieuwslezer
- Jeroen de Leijer - Nederlands striptekenaar
- Jeroen van Merwijk - Nederlands cabaretier, kunstschilder en liedjesschrijver
- Karl Friedrich Hieronymus von Münchhausen - Duits edelman
- Jeroen Nieuwenhuize - Nederlands diskjockey
- Jeroen Noomen - Nederlands schaker
- Jeroen van Noordwijk - Schotse missionaris in Nederland, legendarisch
- Jeroen Overbeek - Nederlands journalist
- Jeroen Pauw - Nederlands televisieproducent en -presentator
- Jeroen Phaff - Nederlands musicalspeler
- Jeroen Piket - Nederlands schaker
- Jérôme Pineau - Frans wielrenner
- Jerome Robbins - Amerikaans choreograaf
- J.D. Salinger - Amerikaans schrijver
- Girolamo Savonarola - Italiaans prediker
- Jeroen Stomphorst - Nederlands nieuwslezer en sportverslaggever
- Jeroen Straathof - Nederlands schaatser en baanwielrenner
- Hiëronymus van Stridon - de Heilige Hiëronymus, kerkvader
- Jeroen Tel - Nederlands componist
- Jeroen Trommel - Nederlands volleyballer
- Jeroen Vanheste - Nederlands schaker
- Jeroen van Veen - Nederlands basgitarist
- Jeroen van der Veer - Nederlands zakenman
- Jeroen Veldmate - Nederlands voetballer
- Jeroen Vuurboom - Nederlands schaker
- Jeroen Willems - Nederlands acteur
- Jeroen Willemze - Nederlands schaker
- Jeroen Zijlstra - Nederlands zanger, tekstschrijver, componist en trompettist

## Personages met de naam Hiëronymus/Jeroen/...
- Jerom - personage uit de stripreeks Suske en Wiske (in de oudere Nederlandse uitgaven ook wel 'Jeroen' genaamd)
- Jeroen of "Jeroentje" - een van de vaste personages uit de stripreeks Jan, Jans en de kinderen

- Hiëronymus
- Hiëronymus (heilige)
- Hiëronymus (kerkvader)
- Hiëronymus (naam)
- Hiëronymus (voornaam)
- Hiëronymus Bosch
- Hiëronymus Cock
- Hiëronymus Cogge
- Hiëronymus David Gaubius
- Hiëronymus Duquesnoy de Jonge
- Hiëronymus Duquesnoy de Oudere
- Hiëronymus Emiliani
- Hiëronymus Francken
- Hiëronymus Francken (I)
- Hiëronymus Francken (II)
- Hiëronymus Hoppenbrouwers
- Hiëronymus II Duquesnoy
- Hiëronymus Lauweryn
- Hiëronymus Speeckaert
- Hiëronymus van Aken
- Hiëronymus van Alphen
- Hiëronymus van Alphen Prijs
- Hiëronymus van Beverningh
- Hiëronymus van Busleyden
- Hiëronymus van Praag
- Hiëronymus van Stridon
- Hiëronymusbrieven
- Hiëronymushuis
- Hiëronymusklooster
- Hiëronymusschool

- Jeroen
- Jeroen (Jan Kruis-stripfiguur)
- Jeroen (martelaar)
- Jeroen Aalbers
- Jeroen Afternoon
- Jeroen Akkermans
- Jeroen Annokkee
- Jeroen Annokkeé
- Jeroen Appeltans
- Jeroen Baars
- Jeroen Baert
- Jeroen Baert (comedian)
- Jeroen Bakkers
- Jeroen Bergers
- Jeroen Bijl
- Jeroen Billiet
- Jeroen Bleekemolen
- Jeroen Blijlevens
- Jeroen Boelen
- Jeroen Boere
- Jeroen Bosch
- Jeroen Bosch (hedendaags kunstenaar)
- Jeroen Bosch (schaker)
- Jeroen Bosch (schilder)
- Jeroen Bosch College
- Jeroen Bosch Ziekenhuis
- Jeroen Bosch ziekenhuis
- Jeroen Boschcollege
- Jeroen Boschhuis
- Jeroen Boschplein
- Jeroen Boschplein ('s-Hertogenbosch)
- Jeroen Boschplein (Den Bosch)
- Jeroen Brouwers
- Jeroen Brouwers (schrijft een boek)
- Jeroen Cavalje
- Jeroen Chorus
- Jeroen Claase
- Jeroen Claesen
- Jeroen D'Hoedt
- Jeroen D'hoe
- Jeroen D'hoedt
- Jeroen De Beule
- Jeroen De Coninck
- Jeroen De Man
- Jeroen De Pessemier
- Jeroen Deken
- Jeroen Delmee
- Jeroen Delmeé
- Jeroen Denaeghel
- Jeroen Dera
- Jeroen Dhoe
- Jeroen Diepemaat
- Jeroen Dijsselbloem
- Jeroen Donderwinkel
- Jeroen Doorenweerd
- Jeroen Drost
- Jeroen Dubbeldam
- Jeroen Duindam
- Jeroen Dumoulein
- Jeroen Dupont
- Jeroen Duyster
- Jeroen Elshoff
- Jeroen Felix
- Jeroen Fischer
- Jeroen Gaub
- Jeroen Gebben
- Jeroen Geerdink
- Jeroen Geerinck
- Jeroen Germes
- Jeroen Gerritsen
- Jeroen Geurts
- Jeroen Godfried Tel
- Jeroen Goossens
- Jeroen Goudt
- Jeroen Grendelman
- Jeroen Greveling
- Jeroen Grueter
- Jeroen Guliker
- Jeroen Gulikers
- Jeroen Haan
- Jeroen Hartsuiker
- Jeroen Hazewinkel
- Jeroen Henneman
- Jeroen Hermkens
- Jeroen Hertzberger
- Jeroen Hessing
- Jeroen Hetzler
- Jeroen Heubach
- Jeroen Hin
- Jeroen Holtrop
- Jeroen Hoogstraten
- Jeroen Hoorne
- Jeroen Hopster
- Jeroen Houben
- Jeroen Houwen
- Jeroen Jansen
- Jeroen Jansens
- Jeroen Janssen
- Jeroen Janssen (stripauteur)
- Jeroen Janssens
- Jeroen Jongeleen
- Jeroen Joon
- Jeroen Kampschreur
- Jeroen Kant
- Jeroen Kesteloot
- Jeroen Ketting
- Jeroen Kijk in de Vegte
- Jeroen Kleijn
- Jeroen Kleijne
- Jeroen Koch
- Jeroen Kooijmans
- Jeroen Koopman
- Jeroen Koops
- Jeroen Koster
- Jeroen Krabbe
- Jeroen Krabbé
- Jeroen Kramer
- Jeroen Kremers
- Jeroen Krom
- Jeroen Kroos
- Jeroen Lambers
- Jeroen Latijnhouwers
- Jeroen Leenders
- Jeroen Leinders
- Jeroen Lenaers
- Jeroen Lenaerts
- Jeroen Lenssinck
- Jeroen Lumu
- Jeroen Maes
- Jeroen Manschot
- Jeroen Meijers
- Jeroen Melkert
- Jeroen Mellemans
- Jeroen Mertens
- Jeroen Mettes
- Jeroen Meurs
- Jeroen Meus
- Jeroen Mooren
- Jeroen Mul
- Jeroen Nieuwenhuize
- Jeroen Nieuwenhuize (radioprogramma)
- Jeroen Nieuwenhuizen
- Jeroen Nikkel
- Jeroen Nobel
- Jeroen Noomen
- Jeroen Oerlemans
- Jeroen Oerlemansbrug
- Jeroen Olthof
- Jeroen Olyslaegers
- Jeroen Oprins
- Jeroen Otter
- Jeroen Overbeek
- Jeroen Pauw
- Jeroen Perceval
- Jeroen Phaff
- Jeroen Piket
- Jeroen Pols
- Jeroen Post
- Jeroen Prins
- Jeroen Recourt
- Jeroen Rietbergen
- Jeroen Rijsdijk
- Jeroen Roefs
- Jeroen Sanders
- Jeroen Simaeys
- Jeroen Simons
- Jeroen Slaghekke
- Jeroen Sluijter
- Jeroen Smit
- Jeroen Snel
- Jeroen Soer
- Jeroen Soete
- Jeroen Spaans
- Jeroen Spijker
- Jeroen Spitzenberger
- Jeroen Staatsen
- Jeroen Stekelenburg
- Jeroen Stomphorst
- Jeroen Straathof
- Jeroen Streunding
- Jeroen Tel
- Jeroen Tesselaar
- Jeroen Theunissen
- Jeroen Thijssen
- Jeroen Tiebout
- Jeroen Tjepkema
- Jeroen Toussaint
- Jeroen Trommel
- Jeroen Trommelen
- Jeroen Van Busleyden
- Jeroen Van Den Bogaert
- Jeroen Van Den Broeck
- Jeroen Van Dyck
- Jeroen Van Eck
- Jeroen Van Heesvelde
- Jeroen Van Herzeele
- Jeroen Van Nieuwenhove
- Jeroen Van Nieuwenhoven
- Jeroen Vanbelleghem
- Jeroen Vanderboom
- Jeroen Vandromme
- Jeroen Vanheste
- Jeroen Vanmulder
- Jeroen Vanthournout
- Jeroen Veldmate
- Jeroen Verhoeven
- Jeroen Verkennis
- Jeroen Vervoort
- Jeroen Voogd
- Jeroen Vullings
- Jeroen Vuurboom
- Jeroen Wester
- Jeroen Wielaert
- Jeroen Willems
- Jeroen Willemze
- Jeroen Windmeijer
- Jeroen Woe
- Jeroen Woelwater
- Jeroen Wollaars
- Jeroen Zeinstra
- Jeroen Zijlstra
- Jeroen Zoet
- Jeroen Zweerts
- Jeroen bijl
- Jeroen bosch college
- Jeroen de Beule
- Jeroen de Groot
- Jeroen de Kreek
- Jeroen de Lange
- Jeroen de Leijer
- Jeroen de Man
- Jeroen de Vries
- Jeroen de Wit
- Jeroen den Herder
- Jeroen jongeleen
- Jeroen krabbe
- Jeroen mettes
- Jeroen van Bergeijk
- Jeroen van Busleyden
- Jeroen van Damme
- Jeroen van Dijk
- Jeroen van Dijk (sporter)
- Jeroen van Dommelen
- Jeroen van Dyck
- Jeroen van Eck
- Jeroen van Herzeele
- Jeroen van Holland
- Jeroen van Inkel
- Jeroen van Kan
- Jeroen van Koningsbrugge
- Jeroen van Merwijk
- Jeroen van Moorsel
- Jeroen van Noordwijk
- Jeroen van Schooten
- Jeroen van Staveren
- Jeroen van Veen
- Jeroen van Veen (basgitarist)
- Jeroen van Vliet
- Jeroen van Westen
- Jeroen van Wetten
- Jeroen van Wijngaarden
- Jeroen van bergeijk
- Jeroen van de Berg
- Jeroen van de Kerkhof
- Jeroen van de Nieuwenhuize
- Jeroen van de Veer
- Jeroen van de boom
- Jeroen van den Akker
- Jeroen van den Berg
- Jeroen van den Berk
- Jeroen van den Brink
- Jeroen van den boom
- Jeroen van der Boom
- Jeroen van der Lee
- Jeroen van der Lely
- Jeroen van der List
- Jeroen van der Veer
- Jeroen van der Wel
- Jeroen van der Zee
- Jeroen van der boom
- Jeroen vanderboom
- Jeroenensteeg
- Jeroentje
- Jeroentje (stripfiguur)